# Komitet Samoobrony Chłopskiej Ziemi Grójeckiej
Komitet Samoobrony Chłopskiej Ziemi Grójeckiej (KSChZG) – nielegalna organizacja rolników powołana 9 września 1978 roku w Zbroszy Dużej w celu obrony mieszkańców Ziemi Grójeckiej przed działaniami i represjami władz PRL.
W latach 70. XX wieku społeczność parafii św. Jana Chrzciciela w Zbroszy Dużej uaktywniła się i zintegrowała dzięki działaniom lokalnego księdza Czesława Sadłowskiego, który zainicjował w 1974 roku zakończoną sukcesem batalię o pozwolenie na budowę nowego kościoła w parafii. Wśród wielu kolejnych inicjatyw było wysłanie w maju 1977 roku podpisanego przez 349 rolników apelu do Rady Państwa o uwolnienie uczestników wydarzeń Czerwca 1976 oraz członków i współpracowników KOR.
Bezpośrednim impulsem do powstania Komitetu było opublikowanie w 1977 roku niezwykle niekorzystnego dla indywidualnych rolników projektu ustawy o ubezpieczeniach emerytalnych dla rolników. W reakcji na list w tej sprawie seniorów rolników tego regionu skierowany do Naczelnego Komitetu Zjednoczonego Stronnictwa Ludowego władze zareagowały represjami, a ustawa weszła w życie w październiku 1977 roku. 
W reakcji na uchwalenie tej ustawy oraz w wyniku rosnącej świadomości politycznej rolników, także na podstawie doświadczeń KSS „KOR”, zaczęły w Polsce powstawać komitety samoobrony społecznej rolników. Pierwszy powstał Komitet Samoobrony Chłopskiej Ziemi Lubelskiej 30 lipca 1978 roku.
Po konsultacjach z KSS „KOR” zainicjowanych przez ks. Sadłowskiego, za pośrednictwem Macieja Rayzachera i Wiesława Kęcika, w dniu 9 września 1978 roku 22 osoby z 13 wsi należących do parafii w Zbroszy Dużej (m.in. Jerzy Górski, Mirosław Macierzyński, Zdzisław Ostatek, Jerzy Skrzeczyński, Krystyna Tomala i Henryk Wojdak) postanowiły o utworzeniu Komitetu. 10 września uchwalono rezolucję, pod którą podpisało się 188 osób z 15 wsi. Poparł ją także proboszcz sąsiedniej parafii św. Marii Magdaleny w Promnej ks. Franciszek Różalski. W rezolucji żądano zmiany ustawy emerytalnej i zapowiedziano odmowę płacenia składek emerytalnych wg obowiązujących wówczas zasad; zadeklarowano wsparcie dla osób represjonowanych przez władze. Rezolucja została złożona m.in. w Sejme, Radzie Państwa i kancelarii prymasa. 
KSChZG był najaktywniejszą spośród działających w tym okresie struktur chłopskich w Polsce: wśród skutecznych działań na rzecz poprawy warunków życia miejscowej społeczności można wymienić m.in.: doprowadzenie do powstania nowego sklepu i budowy drogi, walkę z nieprawidłowościami w punktach skupu płodów rolnych i kółkach rolniczych, organizację (w maju 1979 roku) protestu w formie wyrzucenia jabłek na drogi, petycje w sprawie zaopatrzenia wsi w węgiel, strajk mieszkańców 33 okolicznych wsi w reakcji w odpowiedzi na pojawienie się komorników próbujących egzekwować składki emerytalne.
12 września 1978 roku (wg innych źródeł w listopadzie 1978 roku) Komitet wystosował Apel do działaczy ludowych w kraju i poza krajem o wsparcie „chłopskiego ruchu samoobrony” o wspólne działanie. Poinformował także, że zamierza „wstrzymać dostawę mleka do punktów skupu”. 
Ksiądz Czesław Sadłowski nawiązał kontakty z innymi rodzącymi się niezależnymi organizacjami chłopskimi, m.in. z Tymczasowym Komitetem Obrony Chłopskiej Ziemi Lubelskiej, Niezależnym Związkiem Zawodowym Rolników z Lisewa, Komitetem Obrony Wiary z województwa siedleckiego; Komitetem Obrony Chłopskiej z województwa rzeszowskiego i Wolnym, Niezależnym Związkiem Zawodowym w Katowicach.
W okresie od września 1978 do stycznia 1979 roku KSChZG wydawał pismo „Niezależny Ruch Chłopski” (ukazały się 4 numery), a w okresie od października 1978 do stycznia 1980 roku –  „Biuletyn Informacyjny” (wydano 18 numery, w stopce redakcyjnej znaleźli się Hanna Górska i Marian Piotrowski). Ksiądz Sadłowski redagował i drukował oba powyższe pisma, a ponadto komunikaty KSChZG, udostępniał również pomieszczenie w podziemiach kościoła na spotkania Komitetu. 
Od marca 1979 roku w Zbroszy Dużej organizowano wykłady Uniwersytetu Ludowego, uruchomiono bibliotekę dla rolników. Aktywnie promowano działalność Komitetu, według Komitetu Wojewódzkiego Milicji Obywatelskiej w Radomiu ksiądz Czesław Sadłowski w okresie od powołania KSChZG do połowy 1982 roku gościł u siebie korespondentów zagranicznych 24 razy, w tym kilkakrotnie ekipy filmowe. Utrzymywał również kontakty z radiem „Wolna Europa”
W dniu 18 sierpnia 1980 roku, rolnicy z okolic Zbroszy Dużej podjęli lokalną akcję protestacyjną w geście solidarności ze strajkującymi na Wybrzeżu – ponownie wstrzymali dostawy mleka i płodów rolnych do punktów skupu; zebrali również i przekazali do Gdańska pieniądze dla strajkujących.
21 września 1980 w Warszawie przedstawiciele struktur niezależnego ruchu chłopskiego (w tym KSChZG) oraz niezorganizowanych środowisk rolniczych powołali Komitet Założycielski NSZZ Rolników (następnie NSZZ Rolników Indywidualnych „Solidarność Wiejska”). Ta organizacja z kolei wraz z kilkoma innymi związkami weszła w październiku 1980 roku w skład NSZZRI „Solidarność Chłopska”, natomiast wkrótce ta organizacja, wraz z kolejnymi innymi paroma związkami powołała NSZZRI „Solidarność”. KSChZG został oficjalnie rozwiązany 27 kwietnia 1981 rokul.
Komitet i jego działacze w latach 1978–1982 spotkali się z wieloma represjami ze strony władz. KSChZG był rozpracowywany przez Wydziały III, IIIA i IV KW MO w Radomiu w ramach SOR kryptonim Demagodzy, oraz w latach 1979–1981 przez Wydziały III i IIIA KW MO w Radomiu w ramach SOR kryptonim Szkoleniowcy w części dotyczącej Uniwersytetu Ludowego w Zbroszy Dużej.